# Jesús Bonilla
Jesús Bonilla (Madrid, 1 de setembre de 1955) és un actor i director de cinema espanyol.

## Biografia
Tot i que és nascut a Madrid, Jesús Bonilla va passar la seva infància a Las Vegas de San Antonio (Toledo). Bonilla és un actor habitual en el cinema i a la televisió, on ha protagonitzat gran quantitat de sèries. Va començar als estudis de Químiques, per després matricular-se a Art Dramàtic.
La seva filmografia té títols coneguts com a Makinavaja, Belle Époque, Kika, La reina anónima, Todos los hombres sois iguales, Carreteras secundarias, La niña de tus ojos, Pídele cuentas al Rey o La comunidad.
Com a director, dirigí El oro de Moscú (2003). La idea sorgí quan observà les pel·lícules que es rodaven a Hollywood durant els 60 i 70, i s'adonà que reunien actors coneguts d'aleshores, pel·lícules corals com les de Luis García Berlanga a Espanya, i es reuní amb Santiago Segura per parlar sobre el seu projecte. Va aconseguir aplegar els actors Antonio Resines, Alfredo Landa, Concha Velasco i José Luis López Vázquez, entre d'altres.
Jesús Bonilla, però, també ha estat molt popular a la televisió, a sèries com Los Serrano, o Periodistas, Querido maestro, Mediterráneo o Pepa y Pepe.

## Filmografia

### Com a actor

#### Teatre
- Esta noche gran velada (1984) Fermin Cabal
- Bajarse al moro (1985), J.L. Alonso de Santos.
- Búscame un tenor (1988) Ken Ludwig
- El vergonzoso en palacio (1989) Tirso de molina.
- Los buenos días perdidos (1991), d'Antonio Gala.
- El picaro (1992) Fernando Fernán Gómez
- Historia de 2 (2012)

#### Cinema
- Dos mejor que uno (1984), d'Ángel Llorente.
- No me compliques la vida (1991), d'Ernesto Del Río.
- Belle Époque (1992), de Fernando Trueba.
- Makinavaja, el último choriso (1992), de Carlos Suárez.
- La reina anónima (1992), de Gonzalo Suárez.
- Kika (1993), de Pedro Almodóvar.
- Los peores años de nuestra vida (1993), d'Emilio Martínez Lázaro.
- Semos peligrosos (uséase Makinavaja 2) (1993), de Carlos Suárez.
- Todos los hombres sois iguales (1994), de Manuel Gómez Pereira.
- Así en el Cielo como en la Tierra (1994), de José Luis Cuerda.
- ¡Oh, cielos! (1994), de Ricardo Franco.
- Belmonte (1995), de Juan Sebastián Bollaín.
- La niña de tus sueños (1995), Jesús R. Delgado.
- Sólo se muere dos veces (1996), d'Esteban Ibarretxe.
- La buena vida (1996), de David Trueba.
- Gràcies per la propina (1997), de Francesc Bellmunt.
- Carreteras secundarias (1997), d'Emilio Martínez Lázaro.
- Mátame mucho (1997), de José Ángel Bohollo.
- La niña de tus ojos (1998), de Fernando Trueba.
- Muertos de risa (1999), d'Álex de la Iglesia.
- Pídele cuentas al rey (1999), de José Antonio Quirós.
- Pepe Guindo (1999), de Manuel Iborra.
- Adiós con el corazón (1999), de José Luis García Sánchez.
- Pleno al quince (1999), de Josetxo San Mateo.
- La comunidad (2000), d'Álex de la Iglesia.
- Usted puede ser un asesino (2000), de Fernando Méndez Leite.
- Obra Maestra (2000), de David Trueba.
- Torrente 2: misión en Marbella (2001), de Santiago Segura.
- El oro de Moscú (2002), de Jesús Bonilla.
- Lisístrata (2002), de Francesc Bellmunt.
- El chocolate del loro (2004), d'Ernesto Martín.
- Mala uva (2004), de Javier Domingo.
- R2 y el caso del cadáver sin cabeza (2005), d'Álvaro Sáenz de Heredia.
- El mundo alrededor (2005), d'Álex Calvo-Sotelo.
- La daga de Rasputín (2011), de Jesús Bonilla.
- Torrente 4 (2011), de Santiago Segura.

#### Televisió
- Platos Rotos (TVE, 1985) com a Fermín
- La mujer de tu vida Mujer perdida (1988), de Ricardo Franco.
- Bajarse al moro (1987), de Gerardo Malla i Francisco Montolío.
- Miguel Servet, la sangre y la ceniza (1989)
- El peor programa de la semana (1993)
- ¡Ay, Señor, Señor! (Antena 3, 1994)
- Pepa y Pepe (TVE, 1995)
- Querido maestro (Telecinco, 1996) com a Carlos.
- La banda de Pérez (TVE, 1997) com a Urquiza.
- Mediterráneo (Telecinco, 1999-2000) com a Bienvenido
- Usted puede ser un asesino (2000)
- Periodistas (Telecinco, 2000) com a Vicente Zamora.
- 7 Vidas (Telecinco, 2002) com a Aguado. (aparició)
- Los Serrano (Telecinco, 2003-2008) com a Santiago Serrano.
- Chiringuito de Pepe (Telecinco, 2014-?) com a Pepe Leal.

### Com a director i guionista
- El oro de Moscú (2003)
- La daga de Rasputín (2011)